# Idaea lucellata
Idaea lucellata är en fjärilsart som beskrevs av Rudolf Püngeler 1902. Idaea lucellata ingår i släktet Idaea och familjen mätare. Inga underarter finns listade i Catalogue of Life.